# Steven Hyde
Steven Hyde är en rollfigur från den amerikanska TV-serien That '70s Show, spelad av Danny Masterson.
Steven Hydes föräldrar har övergivit honom så han bor hos familjen Forman. Han är ett stort fan av Led Zeppelin, Eric Clapton och andra samtida musiker och är ofta väldigt skeptisk till regeringen.
Hyde röker ofta marijuana, och får sina vänner att göra det samma. Senare i serien jobbar han i en skivbutik tillsammans med Leo.